# Schloss Pontivy

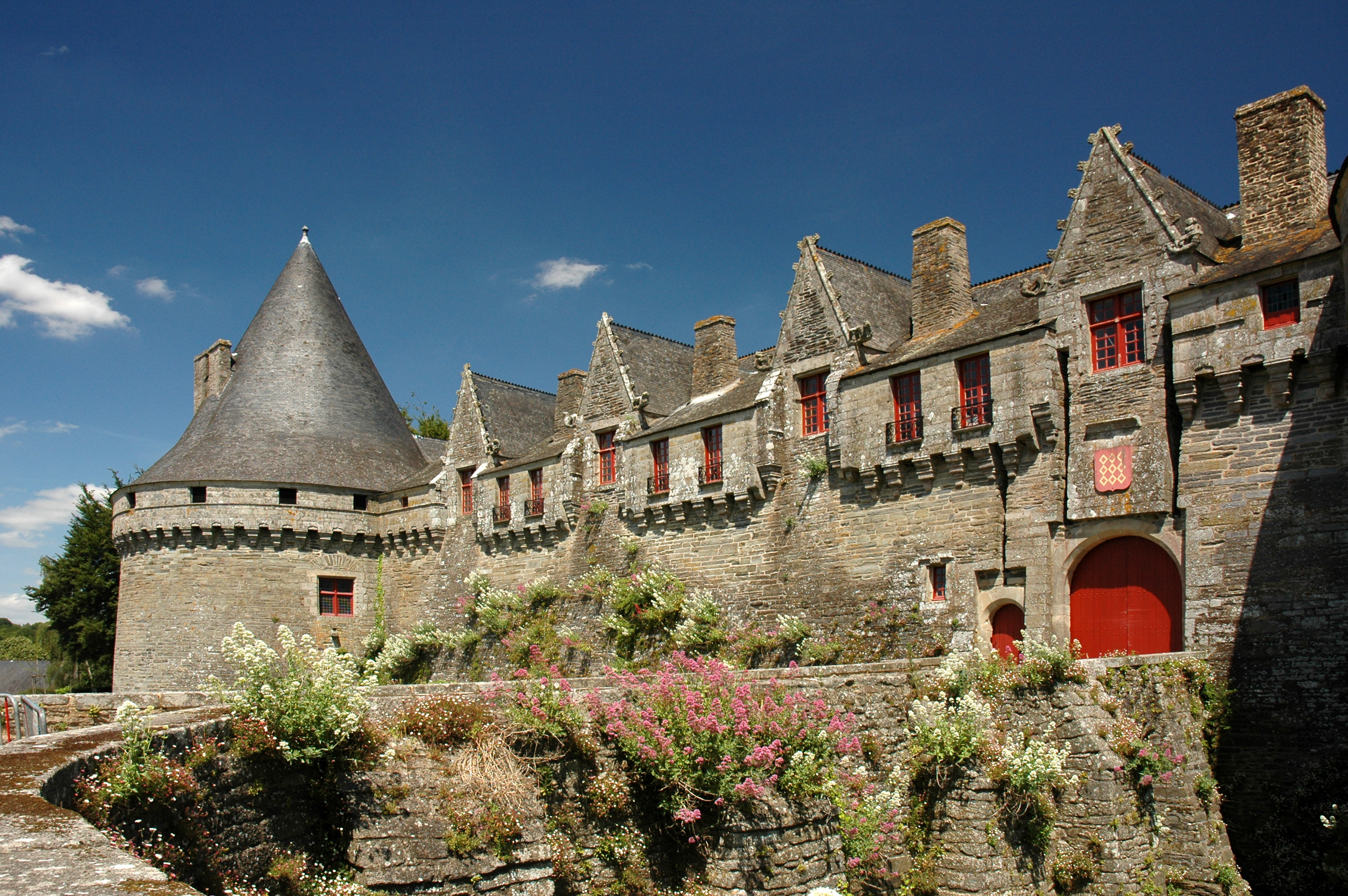
Schloss Pontivy

Das Schloss Pontivy, auch Château de Rohan genannt, wurde im 15. und 16. Jahrhundert von der Familie Rohan erbaut.
Das Schloss ist seit dem 26. Oktober 1925 als historisches Denkmal eingetragen, die Fassaden, Dächer, Höfe und Gräben stehen seit dem 30. Dezember 1953 unter Denkmalschutz. Es befand sich im Besitz von Josselin de Rohan-Chabot, 14. Duc de Rohan, der es im Oktober 2015 für einen symbolischen Euro der Stadt Pontivy verkaufte.

## Geschichte

### Bau
Eine feudale Burg, die den Herren der Grafschaft Porhoët gehörte, ist seit dem 12. Jahrhundert entlang des Blavet unterhalb des heutigen Schlosses nachgewiesen. Dieses Château des Salles wurde im November 1342 während des bretonischen Erbfolgekriegs von englischen Truppen unter William de Bohun, 1. Earl of Northampton, einem Offizier des Königs Eduard III., belagert. Wahrscheinlich durch die Angriffe ruiniert, wurde es aufgegeben. Geografisch zentraler als Rohan gelegen, wurde Pontivy am 17. Juli 1396 bei der Entgegennahme der Huldigungen der 447 Adligen der Vicomté an den neuen Herrn Alain VIII. de Rohan zum Hauptort des Lehens des Hauses Rohan gewählt. Im Jahr 1456 wurde das Gelände des Château des Salles den Minoriten (Cordeliers) geschenkt, die dort ihr Kloster errichteten.
Der Vicomte Jean II. de Rohan, Graf von Porhoët, Schwiegersohn des Herzogs Franz I. von Bretagne, Gegner von Herzog Franz II., und Gouverneur der Bretagne für Karl VIII. wollte hier mit Hilfe des Systems der Frondienste eine neue Festung errichten. Da er die Vorteile einer soliden Festung mit denen einer angenehmen Residenz für einen gebildeten und sogar raffinierten Grand Seigneur verband, baute er das heutige Schloss vielleicht schon 1456 oder im Frühjahr 1479 an einem neuen Standort: Er ließ eine große Mulde in die Flanke eines Hügels graben, der den Hauptzugang zur Stadt kontrollierte, vom Blavet zurückversetzt war und die Stadt im Osten überragte. Wahrscheinlich öffnete der Architekt Jean Le Roux die oberen Fenster der Hauptfassade und die Sprossenfenster der Nordfassade, um mit der Renaissance Schritt zu halten. Jean II. de Rohan errichtete ein letztes militärisches Gebäude und machte Pontivy so wieder zu einer großen Festung.
Das Schloss war wahrscheinlich ab 1485 bewohnbar. 1488 wurde die Festung von den Truppen des Herzogs Franz II. eingenommen und besetzt. Sie fiel 1490 wieder in die Hände der Rohan.
Im hugenottisch gewordenen Schloss tagte 1572 die protestantische Provinzialsynode und die Kapelle zu einer der ersten protestantischen Kirchen Frankreichs. Am 3. Dezember 1589 belagerte es eine hauptsächlich aus spanischen Söldnern bestehende Armee der Katholischen Liga, das daraufhin kapitulierte. Die Kapelle erhielt ihren ursprünglichen (katholischen) Zweck zurück.
Ab 1621 wurde die Südecke mit einem Terrassenbau versehen, der die zahlreichen Umgestaltungen des Schlosses vorwegnahm. Dennoch konnte Gustave Geffroy den Zustand des Schlosses 1905 als „ruiniert und verwahrlost“ beschreiben
Im Juli 1940 war das Schloss der Ort der später gescheiterten Unabhängigkeitserklärung der Bretagne, als die Mitglieder der Bretonischen Nationalpartei das Bretonische Nationalkomitee gründeten.

## Restaurierungen
Von 1955 bis 1972 wurde das Schloss unter der Leitung von René Lisch, dem Chefarchitekten für historische Denkmäler, restauriert. Die Einweihung des restaurierten Schlosses, das für wechselnde Ausstellungen genutzt werden sollte, fand am 25. Mai 1972 in Anwesenheit des Duc de Rohan-Chabot, der Abgeordneten der bretonischen Départements und des Stadtrats von Pontivy statt.
Am Freitag, den 7. Februar 2014, stürzte nach starken Niederschlägen infolge des Sturms „Petra“ ein Teil der südlichen Festungsmauer ein. Das Schloss war während der im Juni 2016 begonnenen Restaurierungsarbeiten, die mindestens drei Jahre dauern und 3 Millionen Euro kosten sollten, geschlossen: Die Mauer wurde mit einem Stahlbetonmantel wieder aufgebaut, der mit einer Steinverkleidung versehen wurde (unter Wiederverwendung der noch gut erhaltenen Originalsteine und zusätzlich verwendeten Bruchsteinen aus einem Steinbruch in der Nähe von Carhaix-Plouguer).

## Beschreibung
Der unregelmäßige viereckige Grundriss (ca. 90 m × 75 m) des Schlosses, das von vier runden Ecktürmen flankiert wird, die durch eine 20 m hohe Kurtine verbunden sind, ist traditionell. Die Mauern sind an manchen Stellen über 5 Meter dick, um dem Fortschritt der Artillerie und dem Beschuss durch Kanonen standzuhalten. Das Mauerwerk besteht aus Bruchsteinen des Brioferian-Schiefers bis zur Höhe der bretonischen Maschikulis, die aus Pontivy-Granit gemeißelt sind. Auf dem Stockwerk des zinnenbewehrten und überdachten Wehrgangs wurden Anfang des 16. Jahrhunderts Oberlichter mit spitzen Giebeln hinzugefügt. Der Zugang zum Innenhof erfolgt über einen Pont dormant, die die beiden Zugbrücken über den nie gefüllten Wehrgraben ersetzt hat. Die Contrescarpe wurde zu Beginn des 20. Jahrhunderts eingeebnet, wobei die dabei gewonnene Erde zum Auffüllen des Grabens verwendet wurde.
Es sind nur noch zwei Corps de Logis an der West- und Nordseite erhalten. Der Wohntrakt an der Westfassade wird von zwei der wahrscheinlich vier Maschikulitürme mit Tourelles flankiert. Diese Türme versuchen nicht, sich durch eine beeindruckende Höhe zu schützen, sondern ziehen es vor, sich einzugraben und sich auf ihren Basen solide zu verbreitern (60 m Umfang für den Nordturm und 48 m für den Westturm). Die beiden hinteren Türme (die ursprüngliche Existenz des vierten Turms im Südosten ist immer noch Gegenstand von Fragen), die im 18. Jahrhundert einstürzten, wurden als Stützpfeiler angehoben, um weitere Erdrutsche zu verhindern. Mehrere Heiligenstatuen (Jungfrau mit Halbmond, St. Mauritius zu Pferd, St. Katharina, St. Germanus, St. Margareta, St. Isidor, St. Ludwig und St. Johannes der Täufer), die ursprünglich aus der Kapelle Saint-Laurent in Moustoir-Remungol stammen, sind in dieser Galerie ausgestellt.
Neben dieser Westgalerie wurde das Herrenhaus im Norden im 18. Jahrhundert umgebaut. Es ist mit Giebeln und einer doppelläufigen Treppe im Louis-quinze-Stil mit schmiedeeisernem Geländer geschmückt. Eine Nische unter der Ehrentreppe beherbergt die Statue des Heiligen Meriadec (auf den sich die Herzöge von Rohan beriefen), die von Daniel Le Vaillant im dritten Viertel des 20. Jahrhunderts realisiert wurde. Im Osten wurde das ursprüngliche Corps de logis im 18. Jahrhundert in eine Artillerieterrasse und in einen Ziergarten umgewandelt.

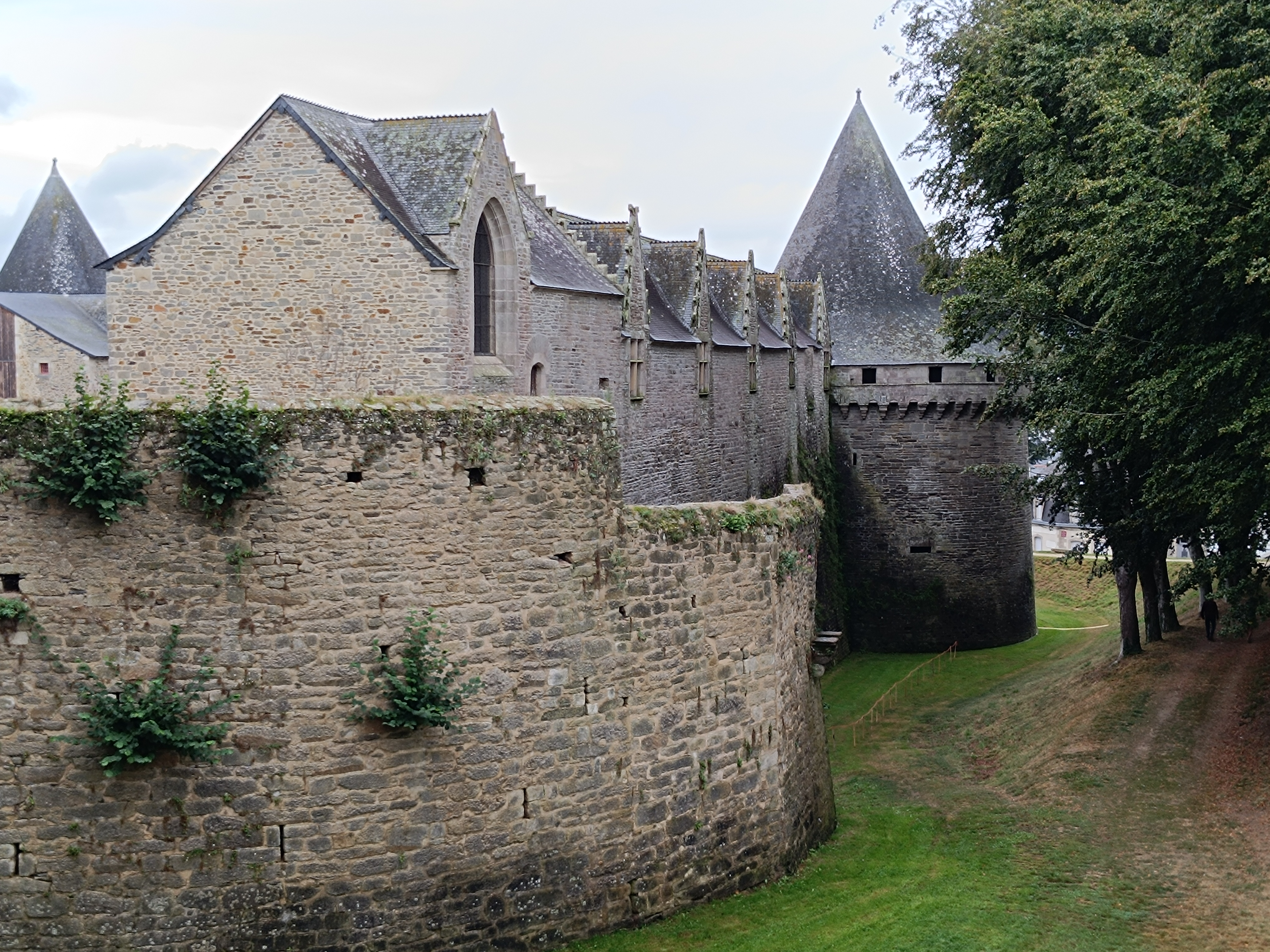
Seitenansicht
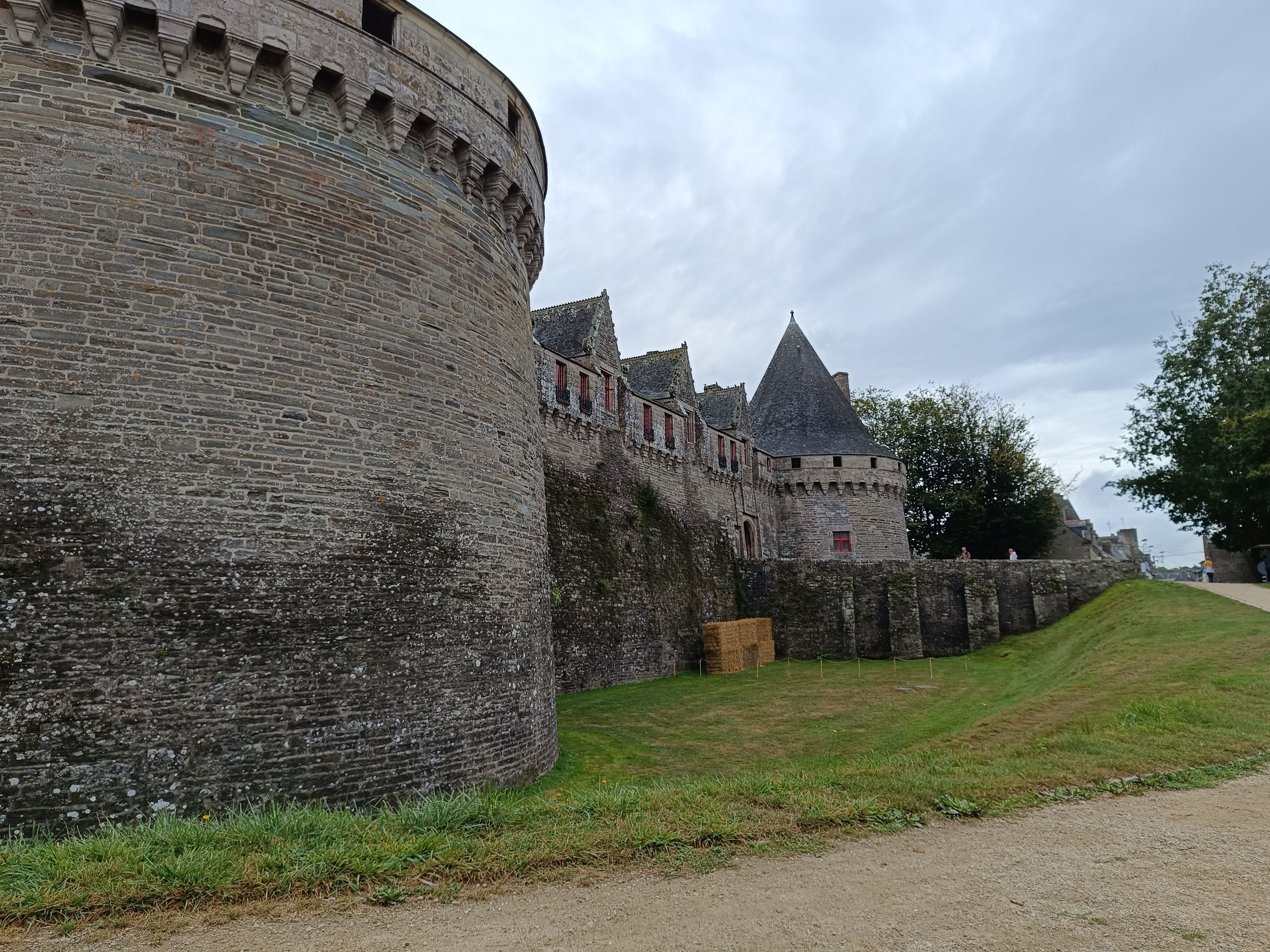
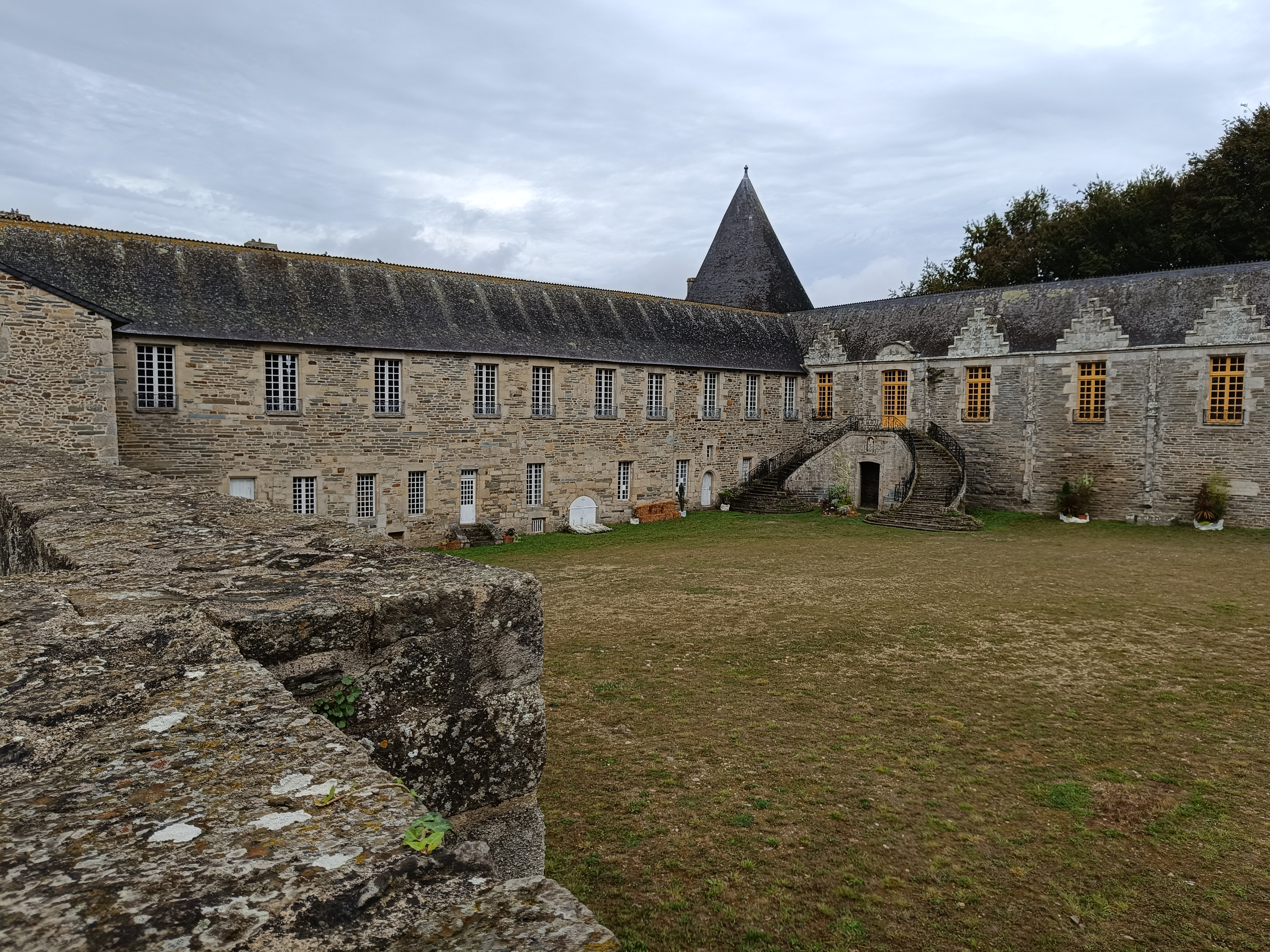
Innenhof
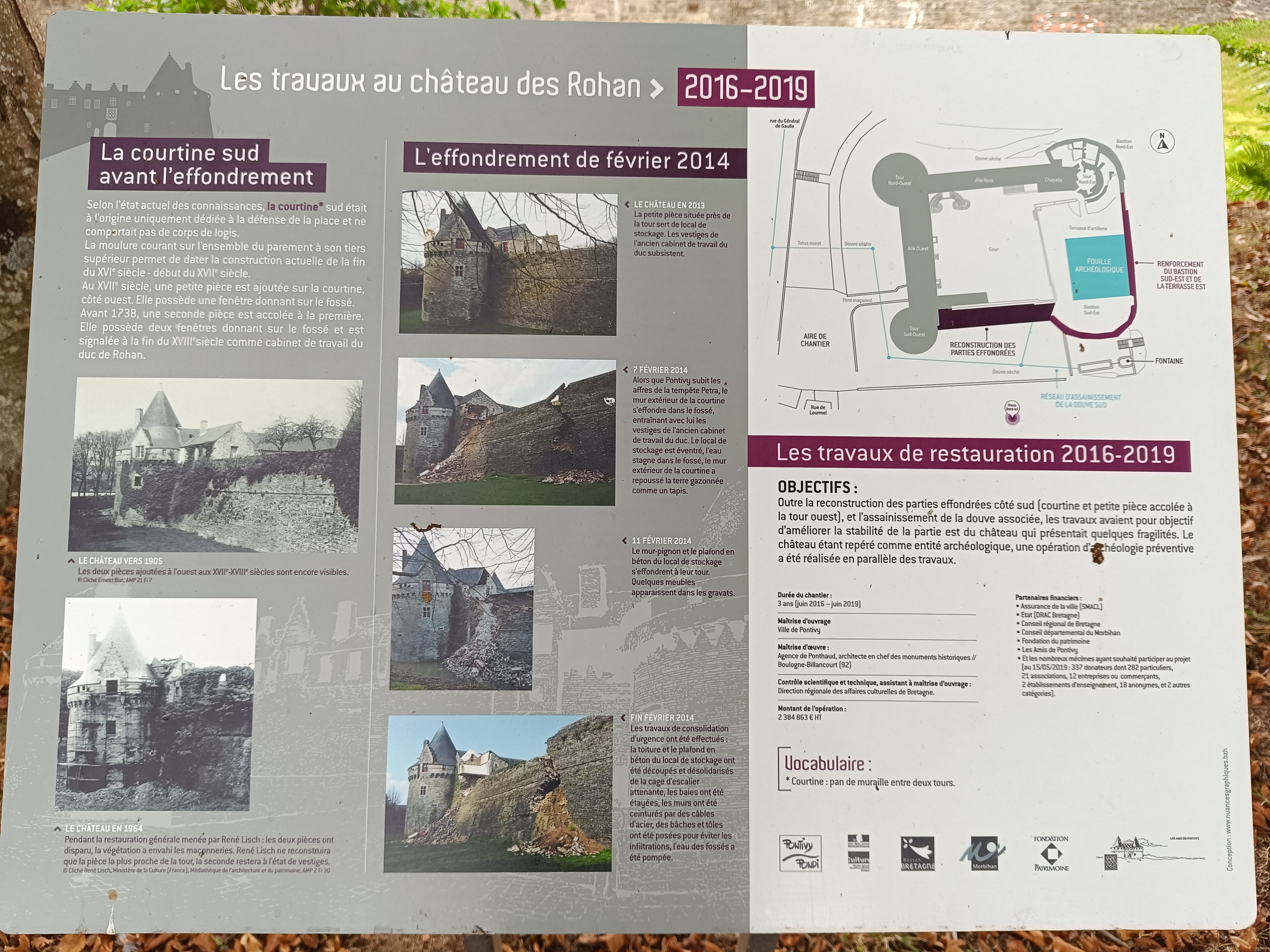
Informationstafel

## Eigentümer und Bewohner
Das Schloss war bis zur Revolution Sitz der Vicomté de Rohan; es wurde als Nationalgut beschlagnahmt und vom Duc de Rohan zurückgekauft, weiterverkauft und schließlich von seiner Schwiegertochter wieder erworben. Die Familie Rohan hielt sich dort bis zum Ende des 18. Jahrhunderts unregelmäßig auf. Danach wurde das Schloss nacheinander von der Unterpräfektur und als Gerichtssaal des Zivilgerichts von Pontivy (1800–1839) genutzt, von General Bernadotte, Oberbefehlshaber der Westarmee, der gegen die Chouans kämpfen sollte und dort sein Hauptquartier einrichtete (Mai–Juni 1801), von den Schwestern von Kermaria, die eine Schule und ein Internat für Mädchen einrichteten (1841–1884), durch das von Jérôme Le Brigand gegründete bretonische Museum (Ende des 19. Jahrhunderts), der Garde Saint-Ivy (dem Sportverein der Stadt), den französischen Pfadfindern, einigen Familien aus Pontivy, die in der damals in mehrere Räume unterteilten Westgalerie untergebracht wurden (1. Hälfte des 20. Jahrhunderts mit Unterbrechung 1939–1940), sowie während des Zweiten Weltkriegs durch polnische Truppen und dann durch bretonische Autonomisten (Juni–September 1940).
1953 vermietete Madame de Rohan das Schloss mit einem Erbpachtvertrag über 99 Jahre für einen symbolischen Franc an die Stadt Pontivy, die alle Lasten des Eigentümers übernahm. Die Stadt Pontivy wurde daraufhin beauftragt, die Instandhaltung, Restaurierung und Aufwertung des gerade erst zum historischen Monument erklärten Schlosses zu gewährleisten. Im Dezember 2014 erklärte sich der Duc de Rohan angesichts der besonderen Umstände im Zusammenhang mit dem Einsturz der Festungsmauer und der Höhe der Restaurierungskosten, die die Stadt tragen musste, bereit, das Schloss an die Stadt abzutreten, die am 16. Oktober 2015 Eigentümerin wurde. Der 14. Herzog, Josselin de Rohan (* 1938), vormals Senator und Präsident der Region Bretagne, besitzt bis heute das Schloss Josselin.